# Bernkastel-Kues

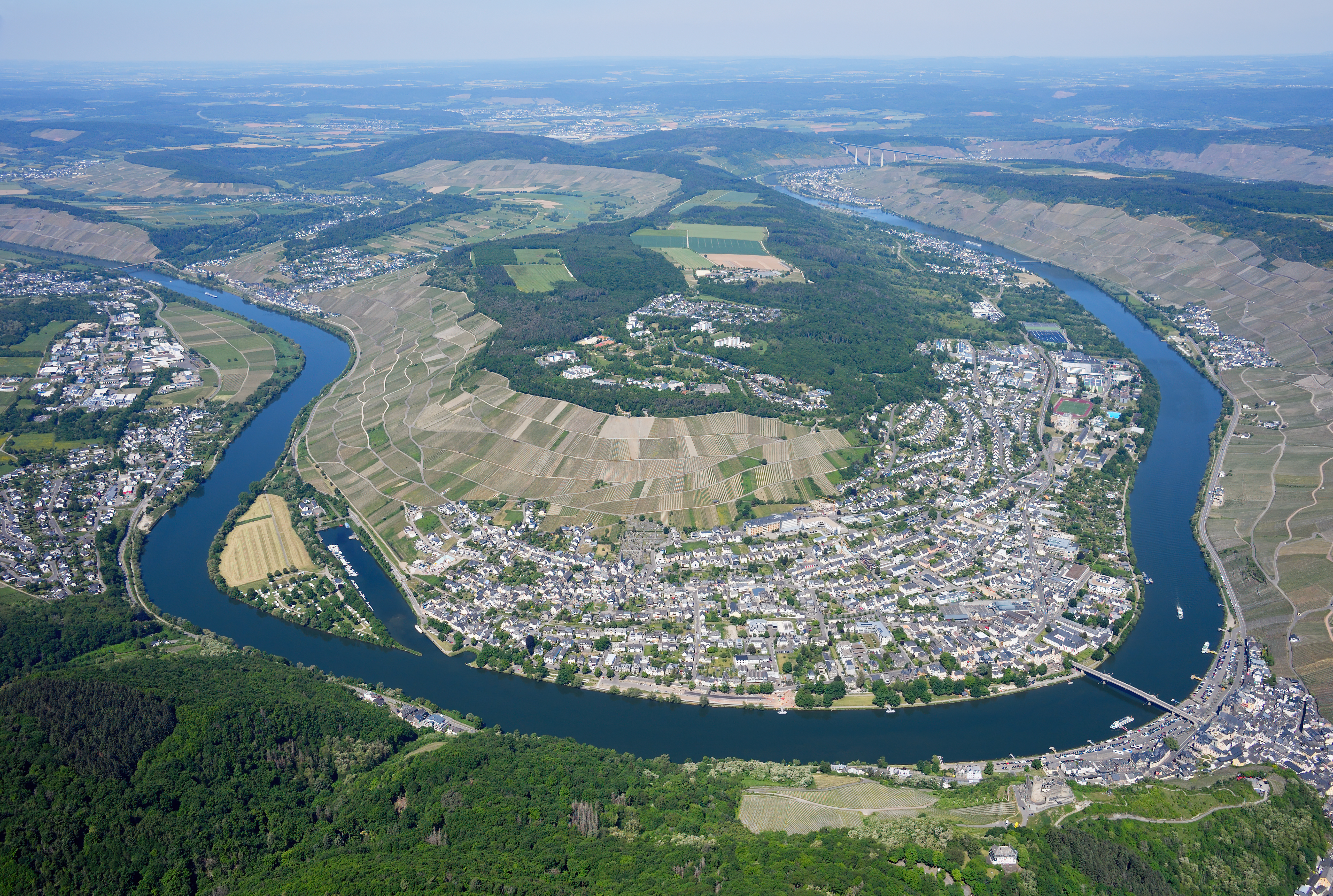
Bernkastel-Kues von Südosten aus der Luft gesehen

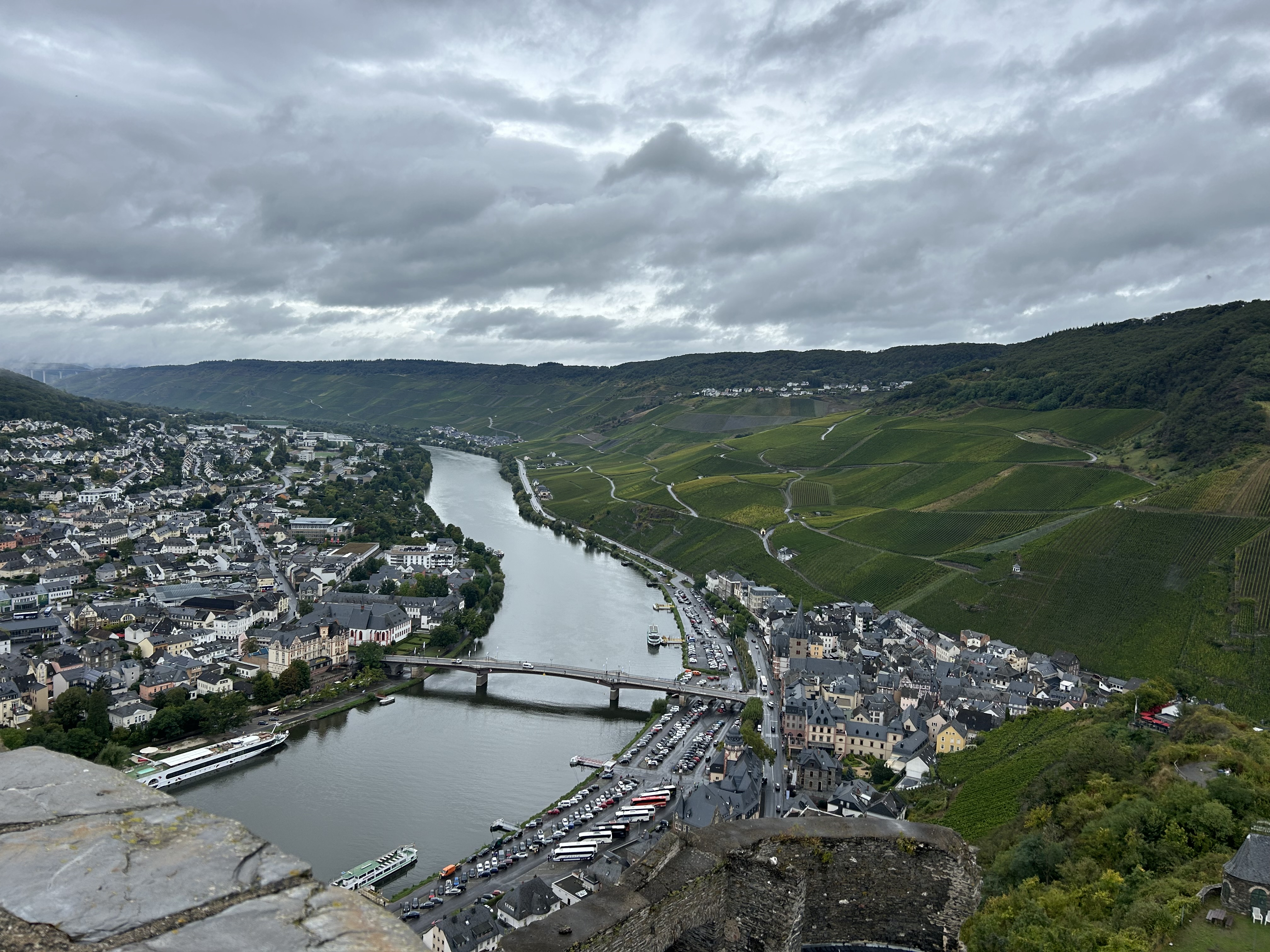
Bernkastel-Kues: Rechts die Altstadt von Bernkastel, links der Stadtteil Kues.

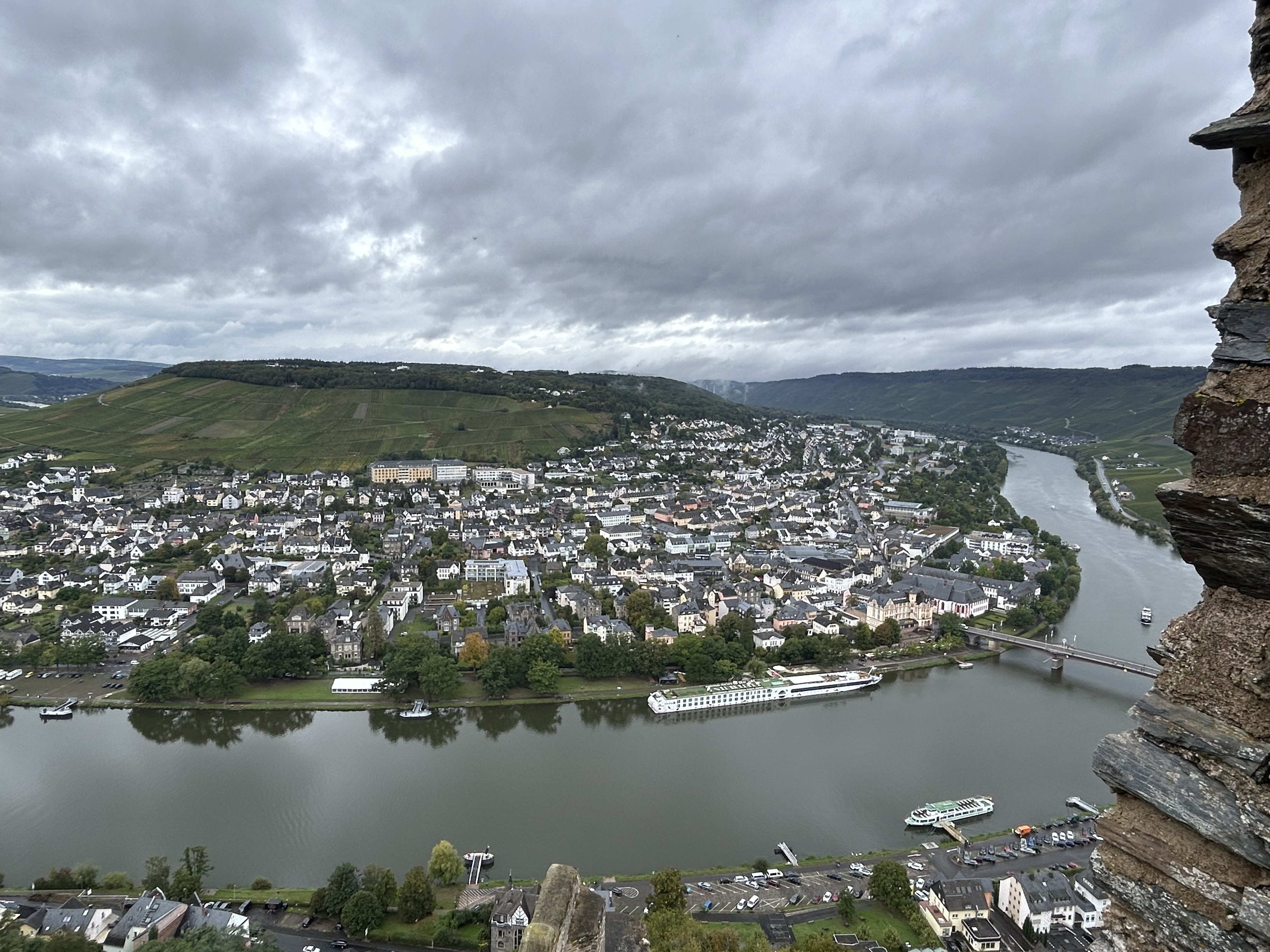
Kues

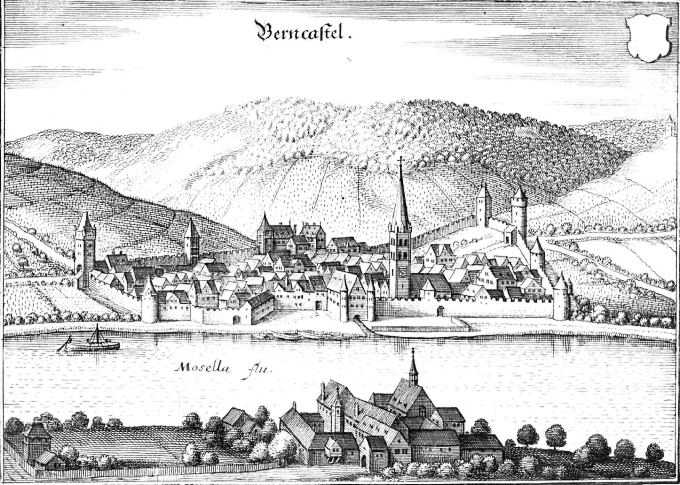
Bernkastel-Kues im 17. Jahrhundert. Kupferstich nach Matthäus Merian.

Bernkastel-Kues [ˌbɛɐnkastl̩ˈkuːs] („Kues“ mit Dehnungs-e), amtliche Schreibweise bis zum 16. Juli 1936: Bernkastel-Cues, noch ältere Schreibweise Berncastel-Cues, ist eine verbandsangehörige Stadt an der Mittelmosel im Landkreis Bernkastel-Wittlich, Rheinland-Pfalz. Sie ist staatlich anerkanntes Heilbad, Sitz der Verbandsgemeinde Bernkastel-Kues sowie des Dienstleistungszentrums Ländlicher Raum Mosel (DLR Mosel), Geburtsort des mittelalterlichen Kirchenmanns und Philosophen Nikolaus von Kues (Cusanus) sowie ein Mittelzentrum.

## Geographie

### Lage
Bernkastel-Kues liegt im Moseltal, zirka 50 Kilometer von Trier entfernt. Die höchste Erhebung ist der Olymp (415 m ü. NHN), der niedrigste Punkt (107 m ü. NHN) liegt am Moselufer. Das Stadtgebiet erstreckt sich über eine Gesamtfläche von 23,71 km², davon werden 5,93 km² landwirtschaftlich genutzt. Damit ist Bernkastel-Kues flächenmäßig eine der größten Städte der Mittelmosel. Unmittelbar benachbarte Ortsgemeinden sind (im Uhrzeigersinn, von Norden beginnend) Zeltingen-Rachtig, Graach an der Mosel, Longkamp, Monzelfeld, Mülheim an der Mosel, Lieser, Maring-Noviand und Platten.
Linke Zuflüsse der Mosel sind Heldengraben, Thelengraben, Waldgraben, Krausbach und der Bach aus dem Wehlener Wald.
Rechte Moselzuflüsse sind Goldbach, Heidesheimgraben, Tiefenbach und Schadbach.

### Klima
Die Stadt befindet sich in der Übergangszone vom gemäßigten Seeklima zum Kontinentalklima. Durch die Eifelbarriere liegt Bernkastel-Kues im Schutz und Regenschatten von Westwinden, die einen Föhneffekt bewirken können. Der Jahresniederschlag beträgt 706 mm.
|                        | Jan  | Feb  | Mär | Apr  | Mai  | Jun  | Jul  | Aug  | Sep  | Okt  | Nov | Dez |   |      |
| Mittl. Temperatur (°C) | 1,3  | 2,6  | 4,9 | 8,5  | 12,5 | 16,7 | 18,6 | 17,8 | 13,6 | 9,4  | 5,0 | 3,4 | ⌀ | 9,6  |
| Mittl. Tagesmax. (°C)  | 3,5  | 5,7  | 8,8 | 13,9 | 17,8 | 22,1 | 24,8 | 23,5 | 18,6 | 12,9 | 7,7 | 5,7 | ⌀ | 13,8 |
| Mittl. Tagesmin. (°C)  | −1,2 | −0,5 | 1,1 | 2,9  | 6,8  | 10,7 | 12,5 | 12,2 | 8,6  | 6,0  | 2,4 | 1,2 | ⌀ | 5,3  |
|                        |      |      |     |      |      |      |      |      |      |      |     |     |   |      |
| Niederschlag (mm)      | 57   | 60   | 62  | 40   | 76   | 57   | 60   | 43   | 56   | 42   | 63  | 69  | Σ | 685  |
|                        |      |      |     |      |      |      |      |      |      |      |     |     |   |      |
| Sonnenstunden (h/d)    | 1,0  | 3,0  | 4,1 | 6,1  | 6,5  | 7,5  | 7,3  | 5,8  | 5,5  | 3,1  | 1,5 | 1,2 | ⌀ | 4,4  |
|                        |      |      |     |      |      |      |      |      |      |      |     |     |   |      |
| Regentage (d)          | 20   | 15   | 17  | 11   | 14   | 13   | 13   | 13   | 13   | 15   | 17  | 19  | Σ | 180  |

| −1,2 |

| −0,5 |

| 1,1 |

| 2,9 |

| 6,8 |

| 10,7 |

| 12,5 |

| 12,2 |

| 8,6 |

| 6,0 |

| 2,4 |

| 1,2 |

| −1,2 |

| −0,5 |

| 1,1 |

| 2,9 |

| 6,8 |

| 10,7 |

| 12,5 |

| 12,2 |

| 8,6 |

| 6,0 |

| 2,4 |

| 1,2 |

### Stadtgliederung
Bernkastel-Kues gliedert sich in die vier Stadtteile Andel, Bernkastel, Kues und Wehlen. Die Stadtteile Bernkastel und Andel liegen am rechten, die Stadtteile Wehlen und Kues am linken Moselufer. Insgesamt leben in allen vier Stadtteilen 7794 Menschen (3696 Männer, 4098 Frauen), darunter 268 Ausländer (Quote: 3,44 Prozent).

### Bevölkerungsstruktur
| Stadtteil (1) | Einwohner | davon männlich | davon weiblich |
| ------------- | --------- | -------------- | -------------- |
| Andel         | 737       | 382            | 355            |
| Bernkastel    | 978       | 496            | 482            |
| Kues          | 4385      | 2371           | 2014           |
| Wehlen        | 1198      | 572            | 626            |

## Geschichte
Die ersten Zeugnisse menschlicher Besiedlung (3000 v. Chr.) entdeckten Archäologen in Kues. Um 370 schrieb Decimus Magnus Ausonius, römischer Dichter und Lehrer am kaiserlichen Hof, sein Gedicht Mosella. Adalbero von Luxemburg, Propst des Trierer Stifts St. Paulin, wurde Herr von Bernkastel. Die erste urkundliche Nennung von Bernkastel stammt aus der ersten Hälfte des 11. Jahrhunderts. An der Wende vom 7. zum 8. Jahrhundert bezeichnete ein Geograph einen Ort Princastellum. Dies gilt als Beleg auf ein römisches Kastell im 4. Jahrhundert in der Nähe der heutigen Burgruine Landshut; hierauf weisen unter anderem unterhalb der Burg gefundene Beschläge, Keramik- und Eisenfunde hin. Die Namensform im 12. Jahrhundert Beronis castellum war eine gelehrte Relatinisierung, die sich auf den Trierer Propst Adalbero von Luxemburg (11. Jahrhundert) bezog. Mit dem dritten Burgbau wurde 1277 unter der Herrschaft des Trierer Erzbischofs Heinrich II. von Finstingen begonnen. Am 29. Mai 1291 verlieh König Rudolf I. von Habsburg Berrincastel die Stadtrechte. Die damals erbaute Burg Landshut erhielt diesen Namen erst im 16. Jahrhundert.
1332 wurden die Stadtrechte durch das Sammelprivileg Kaiser Ludwigs des Bayern erneut bestätigt. Durch die Goldene Bulle wurde Erzbischof Boemund II. Kurfürst. Der Sage nach wurde er durch ein Glas Wein von einer schweren Krankheit geheilt – die Legende um den Berncastler Doctor nahm ihren Anfang. 1401 wurde Nicolaus Cusanus in dem Haus des Moselschiffers Henne Cryfftz (Krebs), das besichtigt werden kann, geboren.1451 wurde das St.-Nikolaus-Hospital (Cusanusstift) errichtet, ein Armenhospital. 1505 tauchte in einer landesherrlichen Verordnung Jakobs II. zum ersten Mal für die erzbischöfliche Burg der Name Landshut auf. Kaiser Maximilian übernachtete 1512 auf dem Weg zum Reichstag in Trier in Bernkastel. Die Pest wütete 1627 in Bernkastel, in Kues 1641. 1692 fiel die Burg Landshut einer Feuersbrunst zum Opfer und ist seitdem eine Ruine. 1787 hatte das kurtrierische Amt Berncastel 4.743 Einwohner. Von 1794 bis 1814 war Bernkastel ein Kantonsort unter französischer Herrschaft, auf dem Wiener Kongress (1815) wurden Bernkastel und Kues dem Königreich Preußen zugeschlagen. Bernkastel wurde Sitz der Bürgermeisterei Bernkastel und 1821 Sitz des Kreises Bernkastel. 1848 kam die Revolution auch nach Bernkastel: Die schwarz-rot-goldene Fahne wurde am Rathaus gehisst und eine Bürgerwehr gebildet. Die erste Straßenbrücke zwischen Bernkastel und Kues wurde 1872/74 gebaut, 1882/83 die erste Bahnverbindung.
Die Stadt in der heutigen Form entstand am 1. April 1905 durch den Zusammenschluss der Stadt Bernkastel mit dem gegenüberliegenden Winzerdorf Kues. 1926 kam es zu großen Winzerunruhen an der Mosel, das Finanzamt in Bernkastel und das Zollamt in Kues wurden gestürmt. In der Reichspogromnacht am 9. November 1938 gab es schwere Ausschreitungen gegen jüdische Mitbürger; das Innere der 1852 eingeweihten Synagoge wurde zerstört und ging 1939 in Privatbesitz über. Die letzten vier jüdischen Einwohner wurden Mitte Oktober 1941 ins Ghetto Lodz deportiert. Seit 1988 erinnert eine Gedenktafel am Graacher Tor an die jüdischen Bewohner. Anlässlich des 70. Jahrestages der Pogromnacht wurden Stolpersteine verlegt. Gegen Ende des Zweiten Weltkriegs wurde die Stadt mehrfach bombardiert. Dabei wurden am 19. Februar 1945 zahlreiche Häuser um den Marktplatz in Bernkastel zerstört und 41 Menschen getötet. Bei einem Angriff am 2. März wurden große Teile des alten Rathauses und weitere Gebäude zerstört und 29 Menschen getötet. Am 11. März wurde die Moselbrücke gesprengt und am darauf folgenden Tag begann der Beschuss durch amerikanische Artillerie. Am 15. März rückten die Amerikaner in Kues und am 16. in Bernkastel ein.
1946 fanden die ersten demokratischen Wahlen nach dem Krieg statt; Hans Weber wurde Stadtbürgermeister. Am 7. November 1970 wurden Andel und Wehlen eingemeindet. Durch die rheinland-pfälzische Verwaltungsreform wurde durch den Zusammenschluss der Ämter Bernkastel-Land, Lieser, Mülheim, Zeltingen und der Stadt Bernkastel-Kues die Verbandsgemeinde Bernkastel-Kues gebildet. 1997 wurde der Burgbergtunnel feierlich eröffnet. Im Jahr 2000 begann die Partnerschaft zwischen Bernkastel-Kues und Karlovy Vary (Karlsbad). 2005 feierte die Stadt den Zusammenschluss von Bernkastel und Kues vor hundert Jahren; die Gemeinde wurde Heilklimatischer Kurort.

### Einwohnerentwicklung
| Bernkastel-Kues: Einwohnerzahlen von 2012 bis 2024 | Bernkastel-Kues: Einwohnerzahlen von 2012 bis 2024 | Bernkastel-Kues: Einwohnerzahlen von 2012 bis 2024 | Bernkastel-Kues: Einwohnerzahlen von 2012 bis 2024 | Bernkastel-Kues: Einwohnerzahlen von 2012 bis 2024 |
| -------------------------------------------------- | -------------------------------------------------- | -------------------------------------------------- | -------------------------------------------------- | -------------------------------------------------- |
| Jahr                                               |                                                    |                                                    |                                                    | Einwohner                                          |
| 2012                                               | 2012                                               |                                                    | 6.840                                              | 6.840                                              |
| 2015                                               | 2015                                               |                                                    | 6.987                                              | 6.987                                              |
| 2020                                               | 2020                                               |                                                    | 7.092                                              | 7.092                                              |
| 2024                                               | 2024                                               |                                                    | 6.727                                              | 6.727                                              |
| Quelle(n): statistik.rlp.de                        |                                                    |                                                    |                                                    |                                                    |

## Politik

### Stadtrat
Der Stadtrat in Bernkastel-Kues besteht aus 22 Ratsmitgliedern, die bei der Kommunalwahl am 9. Juni 2024 in einer personalisierten Verhältniswahl gewählt wurden, und dem ehrenamtlichen Stadtbürgermeister als Vorsitzendem.
Die Sitzverteilung im Stadtrat:
| Wahl | SPD | CDU | Grüne | FDP | UBU | Gesamt   |
| ---- | --- | --- | ----- | --- | --- | -------- |
| 2024 | 3   | 10  | 3     | 4   | 2   | 22 Sitze |
| 2019 | 3   | 9   | 3     | 4   | 3   | 22 Sitze |
| 2014 | 3   | 10  | 3     | 3   | 3   | 22 Sitze |
| 2009 | 3   | 9   | 3     | 4   | 3   | 22 Sitze |
| 2004 | 3   | 11  | 3     | 3   | 2   | 22 Sitze |

- UBU = Unabhängige Bürgerunion Bernkastel-Kues e. V.

### Bürgermeister
Roman Bastgen (parteilos, unterstützt von der CDU) wurde am 12. Juli 2024 ehrenamtlicher Stadtbürgermeister von Bernkastel-Kues. Bei der Direktwahl am 9. Juni 2024 hatte er sich mit 52,4 % der Stimmen im ersten Wahlgang gegen Eric Achtermann (FDP) und Karin Faß (parteilos, unterstützt von der SPD) durchgesetzt. Die Wahlbeteiligung lag bei 58,7 %.
Bastgens Vorgänger war seit dem Jahr 2000 Wolfgang Port (CDU). Zuletzt wurde er bei der Direktwahl am 26. Mai 2019 mit einem Stimmenanteil von 61,58 % wiedergewählt. Bei der Wahl 2024 trat er nach 23 Jahren im Amt nicht erneut an.
Ports Vorgänger Helmut Gestrich war seit 1994 Bürgermeister der Stadt und wurde 1999 einmal wiedergewählt, trat aber am 22. November 2000 wegen Verstrickungen in die Doerfert-Affäre von seinem Amt zurück.

### Wappen

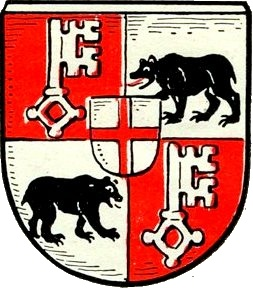
Altes Stadtwappen

Neues Wappen

Das Wappen zeigt einen gevierten Schild, in dessen Feldern 1 und 4 in Schwarz je einen aufgerichteten silbernen Schlüssel, mit linkshingewendetem Bart, in 2 einen zugewendeten schwarzen Bären und in 3 in Gold einen roten, aufrechtstehenden Krebs.
Die Beschreibung des bis 1951 gültigen Stadtwappens lautete: Geviertet mit silbernem Herzschild, darin ein rotes Kreuz, 1 und 4 in Rot ein aufgerichteter silberner Schlüssel mit linkshin gewendetem Bart, 2 und 3 in Silber je ein zugewendeter schwarzer Bär.
Die beiden Schlüssel versinnbildlichen die Himmelsschlüssel des Petrus, dem das Trierer Bistum geweiht ist. Der Bär symbolisiert das Wappentier der Stadt Bernkastel und der Krebs steht für den Kardinal Nikolaus von Kues, eigentlicher Name Cryfftz (=Krebs). In Deutschland gibt es nur fünf weitere Gemeinden mit einem Krebswappen: Bad Wurzach, Hohenfelde, Kreßberg, Vörstetten und Cottbus.

### Städtepartnerschaften
- Karlsbad (Karlovy Vary), Tschechien
- Brixen, Südtirol, Italien[19]

## Kultur und Sehenswürdigkeiten

### Bauwerke und Denkmäler
Bernkastel hat einen mittelalterlichen Marktplatz mit Giebelfachwerkhäusern aus dem 17. Jahrhundert, unter denen das aus dem Jahre 1416 stammende schmale Spitzhäuschen besonders hervorsticht. Um den St. Michaelsbrunnen von 1606 gruppieren sich eine Reihe gut erhaltener Bauten und auch das Renaissance-Rathaus von 1608. An der Mosel liegt die katholische Pfarrkirche St. Michael und St. Sebastian, deren imposanter Glockenturm ursprünglich als Wehrturm diente. Über dem Stadtteil Bernkastel liegt die Burgruine Landshut, eine ehemalige Sommerresidenz der Trierer Erzbischöfe, die 1692 durch ein Feuer zerstört wurde. Heute dient sie als beliebter Aussichtspunkt über das Moseltal. Sehenswert ist das einzige noch verbliebene Stadttor, das Graacher Tor.
Die Stadt verfügt über mehrere Plätze, darunter den mittelalterlichen Marktplatz, den Platz am Bärenbrunnen und den im Juli 2005 eröffneten Karlsbader Platz (benannt nach der Partnerstadt). Das St. Nikolaus-Hospital (Cusanusstift), die spätgotische Stiftsanlage des Nikolaus von Kues, ist eine weitere bekannte Sehenswürdigkeit. Wissenschaftlichen Rang hat die Bibliothek der Institution. Kues hat eine 1881 im Stil des Historismus erbaute Evangelische Kirche.
Nahe dem Ortsteil Wehlen liegt das ehemalige Kloster Machern, dessen Räumlichkeiten heute unter anderem ein Weingut, eine Hausbrauerei und ein Restaurant beherbergen. Im Ortsteil Andel steht die Evangelische Kirche Andel mit ihren Glocken aus dem 15. Jahrhundert.
Auf dem westlich von Wehlen gelegenen Grainskopf (328,7 m) steht seit 1896 ein stählerner 12 Meter hoher Aussichtsturm

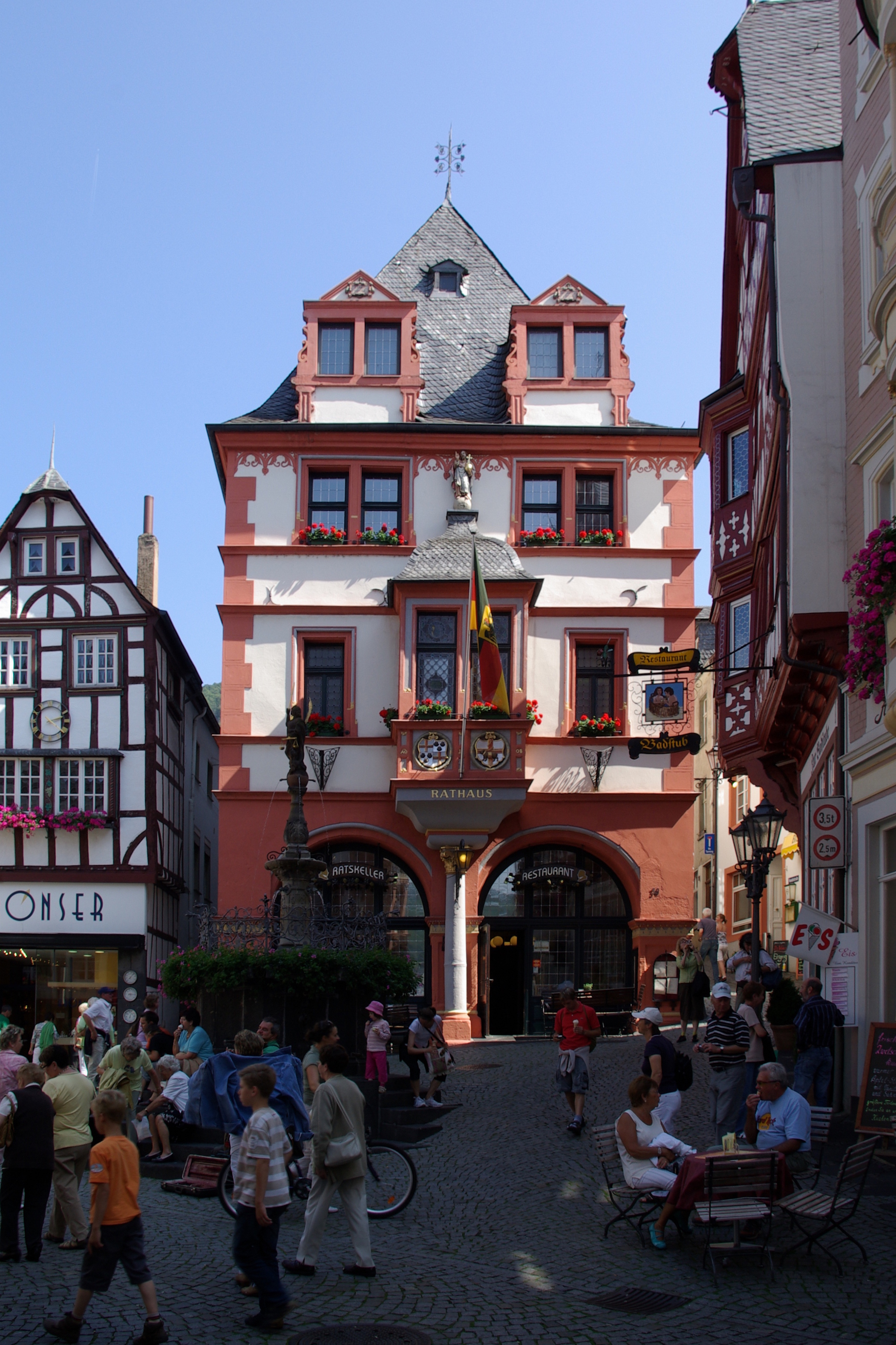
Rathaus
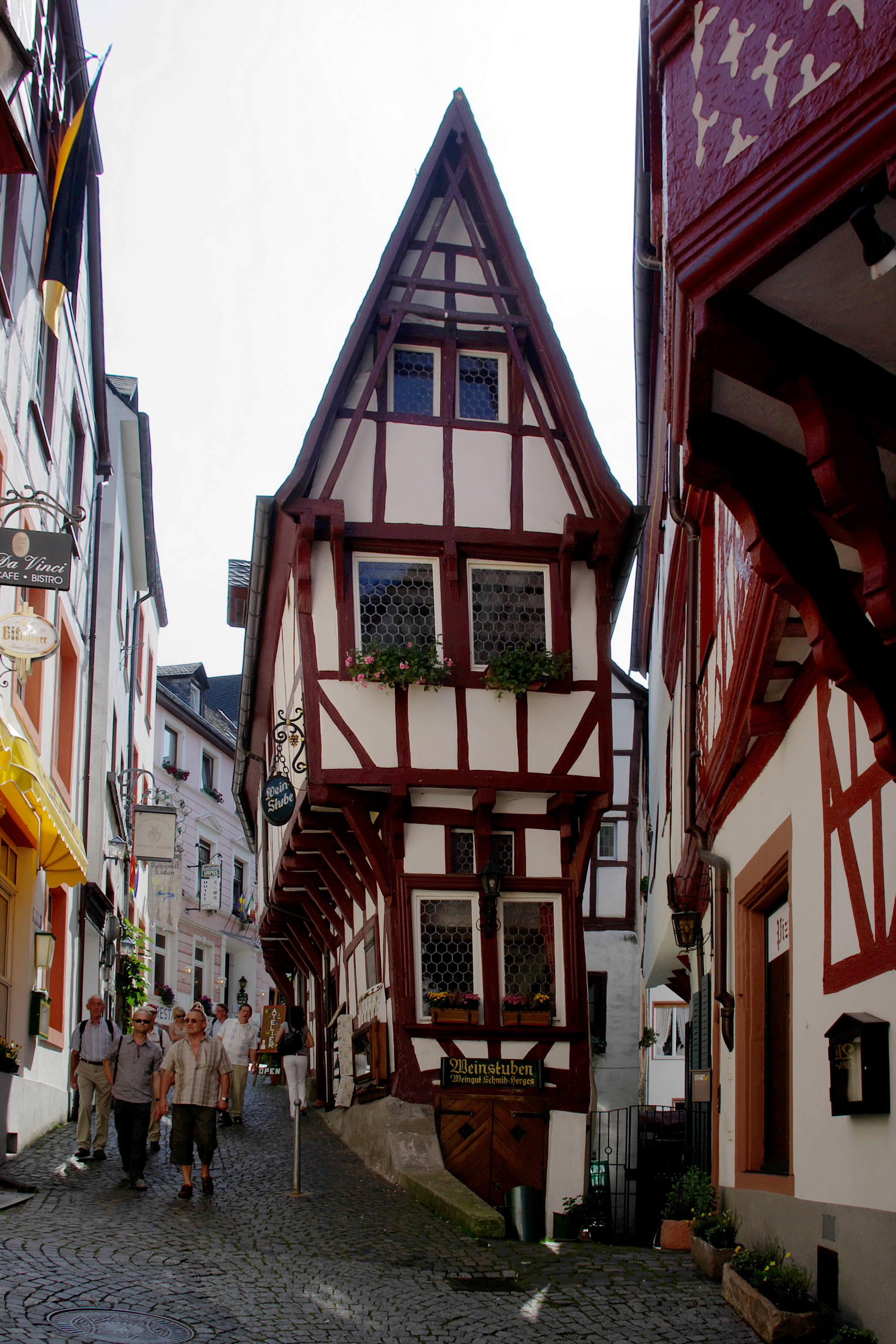
Das Spitzhäuschen
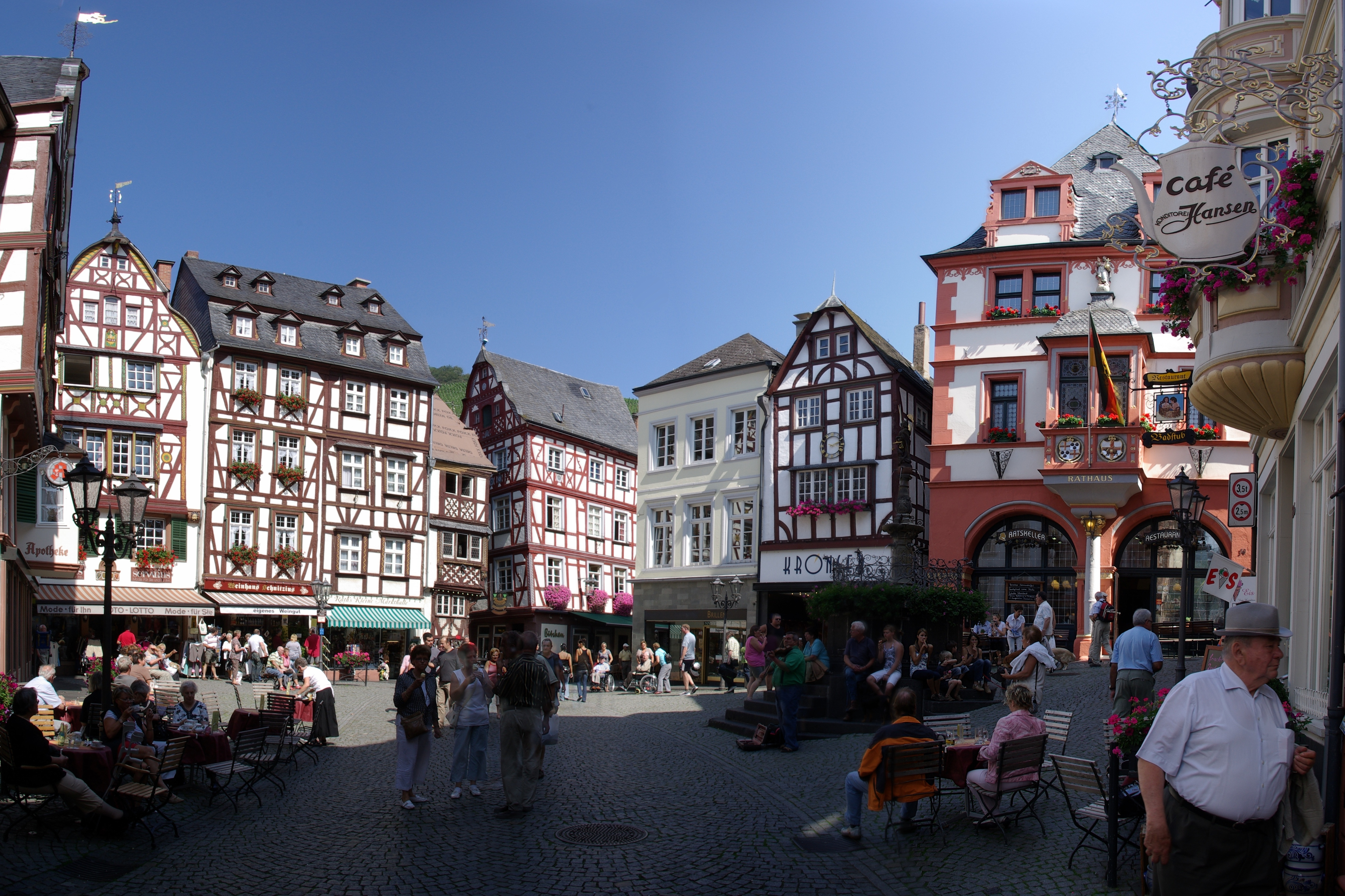
Marktplatz

### Regelmäßige Veranstaltungen
- Mosel Musikfestival (jährlich Mitte Juli bis 3. Oktober)
- Weinfest der Mittelmosel (jährlich, jeweils am ersten Wochenende im September) – u. a. Umzug und Brillant-Feuerwerk
- Grüner Moselpokal – Internationale Ruderregatta in Bernkastel-Kues (jährlich, letzter Samstag im September)
- Kindertag der Verbandsgemeinde (jährlich am Sonntag nach dem Weinfest)
- Weihnachtsmarkt in Bernkastel-Kues
- Tage alter Chormusik jährlich in der Woche nach Ostern
- Internationale Ruderregatta um den Grünen Moselpokal im September
- Mittelaltertage zu Bernkastel-Kues
- Bernkastel-Kueser Reitertage, Freilandspringturnier des Pferdesportverein Bernkastel-Kues e. V.
- Sommerbühne Bernkastel-Kues,[22] wöchentliche Live-Konzerte an verschiedenen Plätzen innerhalb der Stadt Bernkastel-Kues von Juni bis August
- Pferdefestival Bernkastel, Festival mit Live-Konzerten (jährlich, zweites Augustwochenende, seit 2019 in Piesport)[23]
- Bernkastel-Cueser Blues Nacht (jährlich an einem Wochenende in der zweiten Novemberhälfte)
- From Roots to Rock (jährlich an einem Wochenende im Januar)

## Wirtschaft

### Weinbau
Historisch bedeutendster Wirtschaftszweig ist der Weinbau. Innerhalb des Bereichs Bernkastel werden Rebstöcke auf 5.844 Hektar überwiegend im Steilhang bewirtschaftet. Noch heute existieren in Bernkastel-Kues zahlreiche Güter. Riesling ist die übliche Rebsorte; außerdem werden in geringen Mengen unter anderem Burgunder, Rivaner, Kerner und Dornfelder produziert. Im Stadtgebiet treffen die Großlagen Münzlay (Ortsteil Wehlen), Badstube (Ortsteil Bernkastel) und Kurfürstlay (Ortsteile Bernkastel, Kues und Andel) mit folgenden Einzellagen aufeinander:
- Andeler Goldschatz
- Bernkasteler Alte Badstube am Doctorberg
- Bernkasteler Bratenhöfchen
- Bernkasteler Doctor
- Bernkasteler Johannisbrünnchen
- Bernkasteler Lay
- Bernkasteler Matheisbildchen
- Bernkasteler Graben
- Bernkastel-Kueser Kardinalsberg
- Bernkastel-Kueser Rosenberg
- Bernkastel-Kueser Schlossberg
- Bernkastel-Kueser Stephanus Rosengärtchen
- Bernkastel-Kueser Weisenstein
- Wehlener Abtei
- Wehlener Hofberg
- Wehlener Klosterberg
- Wehlener Nonnenberg
- Wehlener Sonnenuhr

### Tourismus
Auch der Tourismus ist ein wichtiger Wirtschaftsfaktor in der Region. Neben dem Wein- und Aktivtourismus ist hier vor allem der Gesundheitstourismus zu nennen. Seit 2005 trägt Bernkastel-Kues die Bezeichnung „Heilklimatischer Kurort“. Trotz struktureller Veränderungen des traditionellen Kur- und Bäderwesens in den 1990er Jahren, verbunden mit weniger bewilligten kurorttherapeutischen Maßnahmen, erfährt das gesundheitstouristische Angebot aufgrund des demographischen Wandels wieder zunehmende Bedeutung. Seit 2008 führen der Mosel-Camino als Teil des Jakobswegs nach Santiago de Compostela und seit 2014 der Moselsteig durch den Ort.
Seit 2017 gibt es das Automuseum Zylinderhaus.

### Ortsansässige Unternehmen
- Median Kliniken GmbH mit dem Rehazentrum
- Peter Mertes Weinkellerei KG
- Sparkasse Mittelmosel Eifel-Mosel-Hunsrück
- Moselland eG Winzergenossenschaft

## Infrastruktur

### Bildung
- Nikolaus-von-Kues-Gymnasium
- Freiherr-vom-Stein Realschule plus
- Grundschule Kues (Cusanusschule)
- Grundschule Wehlen
- Berufsbildende Schulen mit Berufsfachschule I und II, Berufsoberschule II
- Hotelfachschule und Höhere Berufsfachschule für Hotelmanagement
- Medizinisches Ausbildungszentrum Moseltal, Fachschule für Physiotherapie
- Burg-Landshut-Schule für Lernbehinderte
- Rosenbergschule mit dem Förderschwerpunkt ganzheitliche Entwicklung
- Cusanus Hochschule, 2014 in Bernkastel-Kues gegründet und 2021 nach Koblenz umgezogen

### Öffentliche Einrichtungen
- Mosel-Gäste-Zentrum (Tourist-Information)
- Kueser Akademie für Europäische Geistesgeschichte[28]
- Jugendkulturzentrum
- Amtsgericht
- Bundesagentur für Arbeit
- Dienstleistungszentrum Ländlicher Raum Mosel
- Finanzamt Wittlich (Nebenstelle Bernkastel-Kues)
- Kraftfahrzeugzulassungsstelle Bernkastel-Wittlich (Nebenstelle)
- Polizeiinspektion
- Verbandsgemeindeverwaltung Bernkastel-Kues
- Vermessungs- und Katasteramt
- Wasserstraßen- und Schifffahrtsamt Mosel-Saar-Lahn (Außenbezirk Bernkastel-Kues)
- Wasserschutzpolizei
- Cusanus-Krankenhaus (Verbundkrankenhaus Bernkastel-Wittlich)

### Verkehr

#### Straßenverkehr
Bernkastel-Kues liegt an der B 53. Mit dem am 27. Juni 1997 eröffneten, 555 Meter langen Burgbergtunnel, als Kreisstraße 101 gewidmet, wurde eine ortsumgehende Anbindung zum Hunsrück geschaffen und der Stadtteil Bernkastel verkehrsberuhigt.
Bis zum 21. November 2019 führte auch die B 50 durch das Zentrum der Stadt. Diese Straße wurde mit der Eröffnung des Hochmoselübergangs, auf welchem nun die B 50 verläuft, zur Landesstraße L 47 herabgestuft.
Im Stadtgebiet liegen die Moselbrücken:
- Moselbrücke Bernkastel-Kues zwischen Bernkastel und Kues, Sanierung in den 1990er Jahren (L 47)
- Moselbrücke Wehlen (einzige Hängebrücke über die Mosel), Sanierung in den 1990er Jahren (K 73)
- Moselbrücke Zeltingen-Wehlen in der Nähe des Klosters Machern (B 53, E 42)

Die Stadt zählt zum Verkehrsverbund Region Trier (VRT). Neben den überregionalen Buslinien betreibt die MB Moselbahn GmbH auch eine Stadtbuslinie im 2-Stunden-Takt.

#### Schienenverkehr

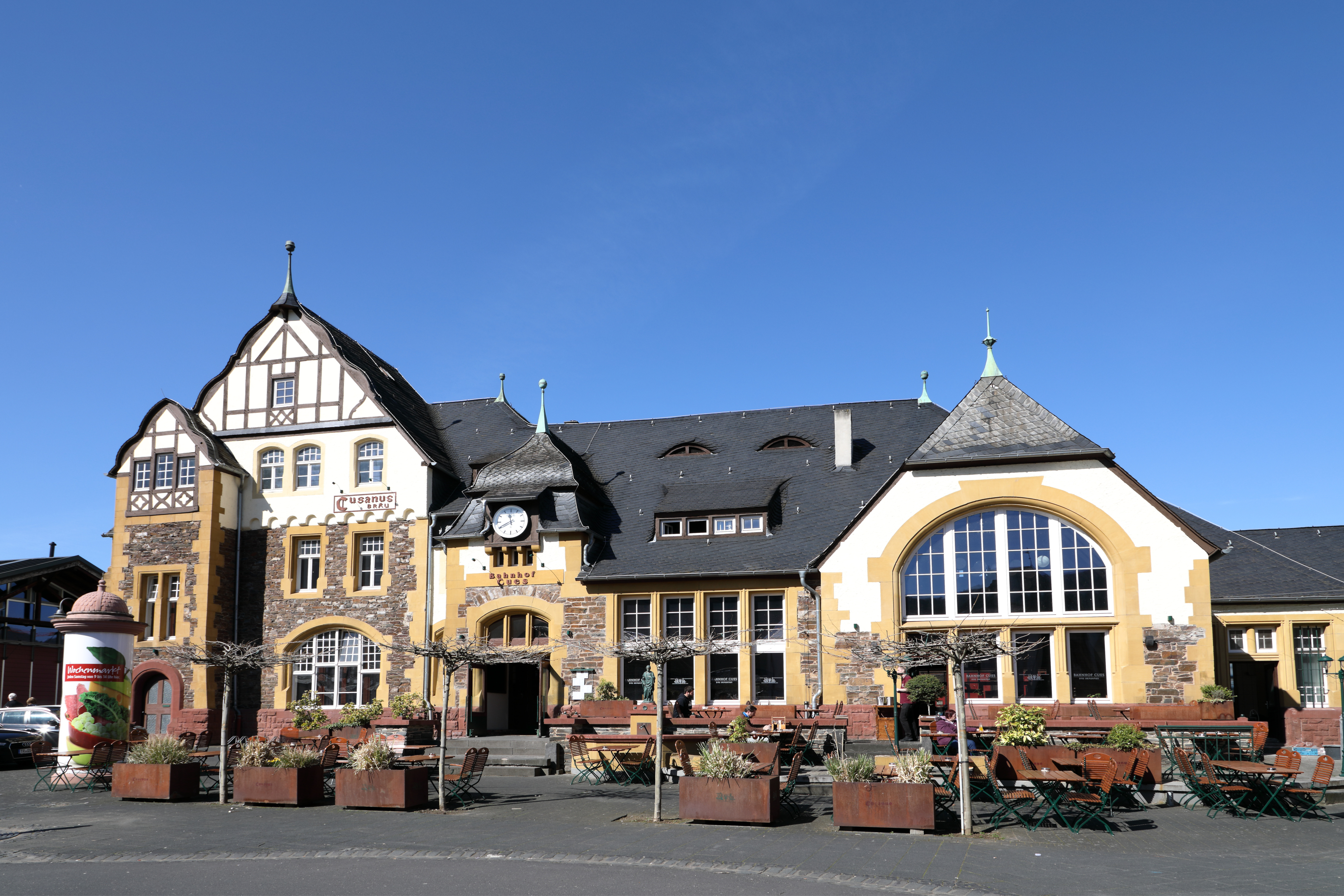
Gebäude des ehemaligen „Bahnhof Cues“ der Bahnstrecke nach Wengerohr

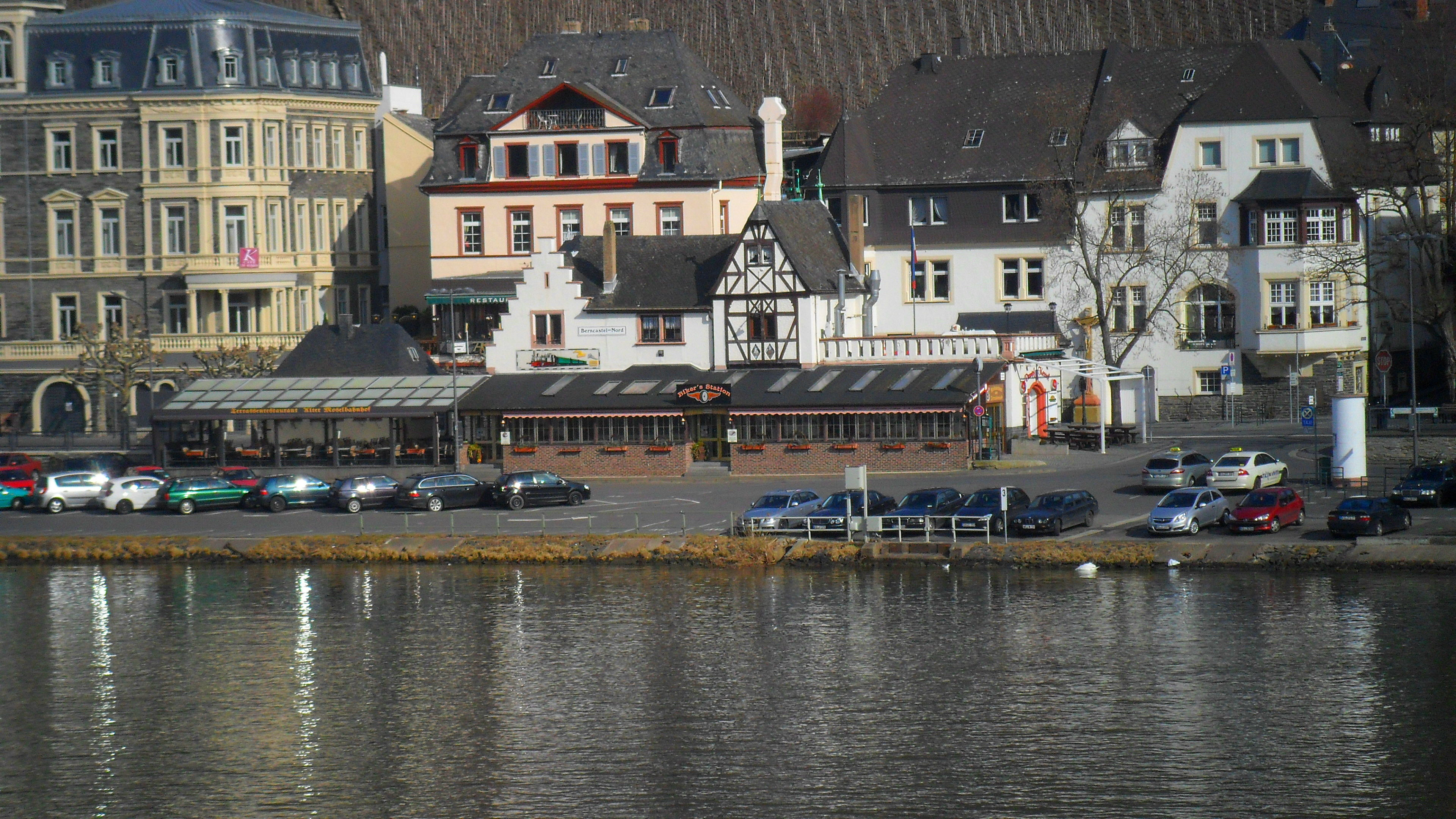
Gebäude des ehemaligen „Bahnhof Berncastel Nord“ der Moseltalbahn

Durch Bernkastel-Kues führte bis zum 31. Dezember 1962 die Moseltalbahn, genannt „Saufbähnchen“. Das Bahnhofsgebäude befindet sich am Gestade im Stadtteil Bernkastel (rechtes Flussufer). In Andel gab es ebenfalls einen Haltepunkt.
Des Weiteren befand sich im Stadtteil Kues (linkes Flussufer) der Kopfbahnhof Bernkastel-Kues, von wo aus eine weitere Bahntrasse (die Bahnstrecke Wengerohr–Bernkastel-Kues) die Stadt mit Wittlich und der Moselstrecke (Teil der einstigen Kanonenbahn) verbunden hatte. Im damaligen Kues gab es einen weiteren Haltepunkt.
Beide Trassen sind stillgelegt und aus dem Gleisbett entfernt. Das im frühen 20. Jahrhundert unter Reichsbahnbaudirektor Franz Schenk errichtete Bahnhofsgebäude aus Schieferbruchstein (Moselbauweise) im Stadtteil Kues (Bahnhofstraße) ist bis heute erhalten. Ein angrenzendes Gütergebäude wurde restauriert und wird multifunktional genutzt (Güterhalle). Im einstigen Gleisbereich befand sich nach Stilllegung des Schienenverkehrs zunächst ein großer unbefestigter Parkplatz. Heute liegt hier das „Forum Alter Bahnhof“, ein städtisches Dienstleistungszentrum mit Tiefgarage. Die Bahntrasse wurde ab Bernkastel-Kues zunächst bis nach Lieser zum Moselradweg, später über Wittlich bis nach Daun in der Eifel zum Maare-Mosel-Radweg umgebaut.

#### Schiffsverkehr
Bernkastel-Kues hat einen Anleger für Rhein-Mosel-Flusskreuzfahrten. Entlang des Moselgestades liegen außerdem zahlreiche andere Schiffsanleger. Dort starten mehrmals täglich Rundfahrten.
Zwischen Wehlen und Zeltingen-Rachtig liegt die Staustufe Zeltingen mit zwei Schiffsschleusen, einer Bootsschleuse und einem Laufwasserkraftwerk.

## Persönlichkeiten

### In Bernkastel-Kues geboren
- Nikolaus von Kues (1401–1464), Universalgelehrter
- Carl Binz (1832–1913), Mediziner
- Johann Friedrich Engel (1844–1921), Maler
- Georg Schmitgen (1856–1903), Maler
- Jacob Astor (1867–1938), Politiker
- Christian Veltin (1867–1952), Politiker
- Hermann Schroeder (1904–1984), Komponist
- Ferdinand Bode (1906–1996), Jurist
- Waltrud Will-Feld (1921–2013), Politikerin
- Franz-Josef Veltin (1924–2010), Politiker und Bürgermeister von Bernkastel-Kues
- Hans Jochen Boecker (1928–2020), Theologe
- Jost Prüm (1930–2017), Banker und IHK-Präsident
- Wolfgang Lentzen-Deis (* 1937), Religionspädagoge
- Jörg Müller (* 1943), römisch-katholischer Priester und Psychotherapeut
- Horst-Herbert Krause (* 1950), Liedtexter und Musikproduzent
- Heiner Thiel (* 1957), Bildhauer und Kurator
- Rainer Becker (* 1962), Koch und Gastronom
- Hilde Kappes (* 1964), Improvisationsmusikerin und Vokalakrobatin
- Thomas Meyer (* 1966), Philosoph
- Moni Port (* 1968), Illustratorin, Autorin und Grafikerin
- Achim Seidel (* 1968), Jurist
- Oliver Geden (* 1971), Klimaforscher und Politikberater
- Thomas Schwab (* 1975), Komponist, Musiker
- Matthias Schömann-Finck (* 1979), Ruderer, Weltmeister
- Jens Roth (* 1988), Schwimmer und Triathlet, Vize-Europameister
- Tamara Müller (* 1989), Politikerin

### Mit Bernkastel-Kues verbunden
- Christman Gnipperteinga († 1581), vermutlich rein fiktiver Serienmörder, der sich bei Bernkastel versteckt gehalten haben soll
- Jakob Liessem (1785–1832), Landrat im Kreis Bernkastel von 1816 bis 1832
- Michael Hermesdorff (1833–1885), Domorganist und Dommusikdirektor in Trier, Choralforscher, wirkte als Kaplan in Bernkastel und Kues.
- Ferdinand Rintelen (1839–1930), Landrat 1881 bis 1903
- Jutta Blatzheim-Roegler (* 1957), Politikerin
- Alfred Weyland (1959–2022), Fußballtrainer
- Gregor Eibes (* 1960), Kommunalpolitiker, ging in Bernkastel-Kues zur Schule
- Stuart Pigott (* 1960), britischer Weinkritiker, Autor und Journalist
- Gabriele Andretta (* 1961), SPD-Politikerin (Präsidentin des Niedersächsischen Landtags), ging in Bernkastel-Kues zur Schule.

## Sonstiges
- In Berlin-Lankwitz wurden 1912 der Bernkastler Platz, ein parkähnlicher Stadtplatz, der seit 1988 als Zeugnis der Gartenkunst der Wilhelminischen Zeit unter Denkmalschutz steht, und die Bernkastler Straße nach der Stadt benannt.
- In Saarbrücken wurden der Bernkasteler Platz und in Völklingen die Bernkasteler Straße nach der Stadt benannt.
- Auch in Berlin-Weißensee (Bernkasteler Weg), Bonn, Köln und Duisburg (jeweils Bernkasteler Straße) wurden Straßen bzw. Wege nach der Stadt benannt.
- In 13088 Berlin-Bezirk Pankow (Bernkasteler Straße) wurde nach der Stadt benannt.
- In Tanunda South Australia 5352, Australien, Nähe Adelaide wurde eine Straße nach Bernkastel benannt (Bernkastel Court)

## Panorama

### Weitere Bilder

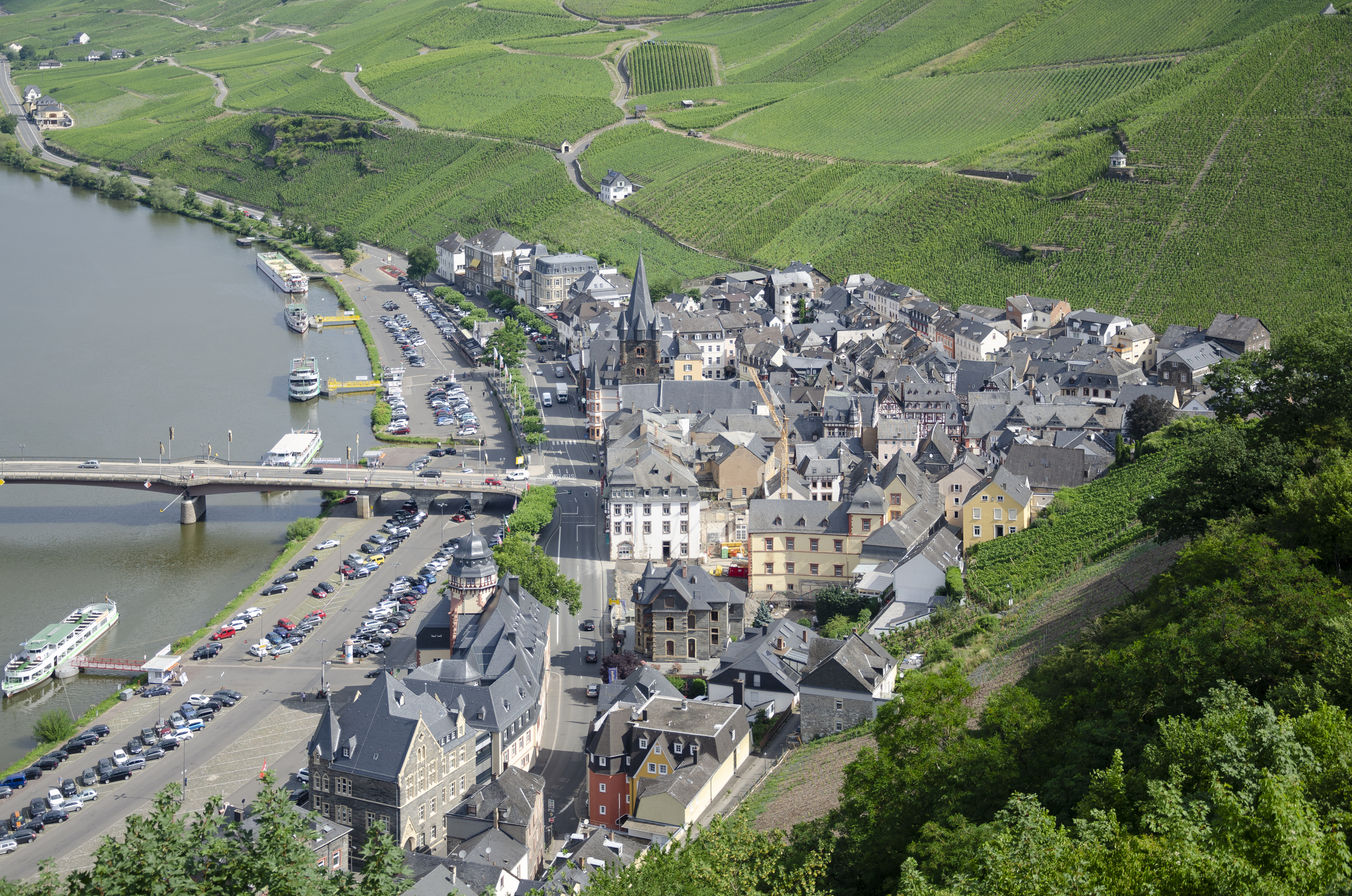
Stadtteil Bernkastel
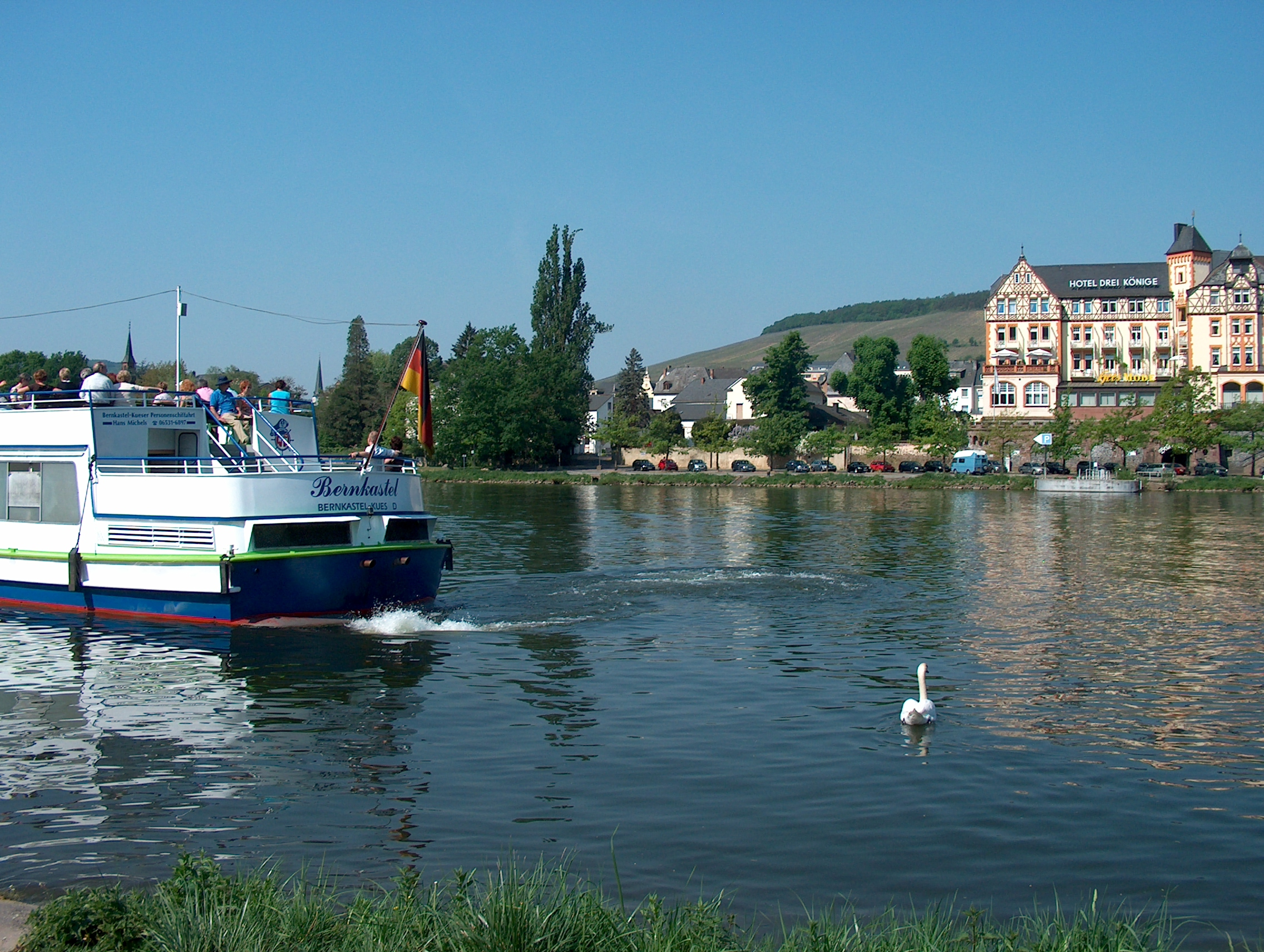
Die Mosel bei Bernkastel-Kues
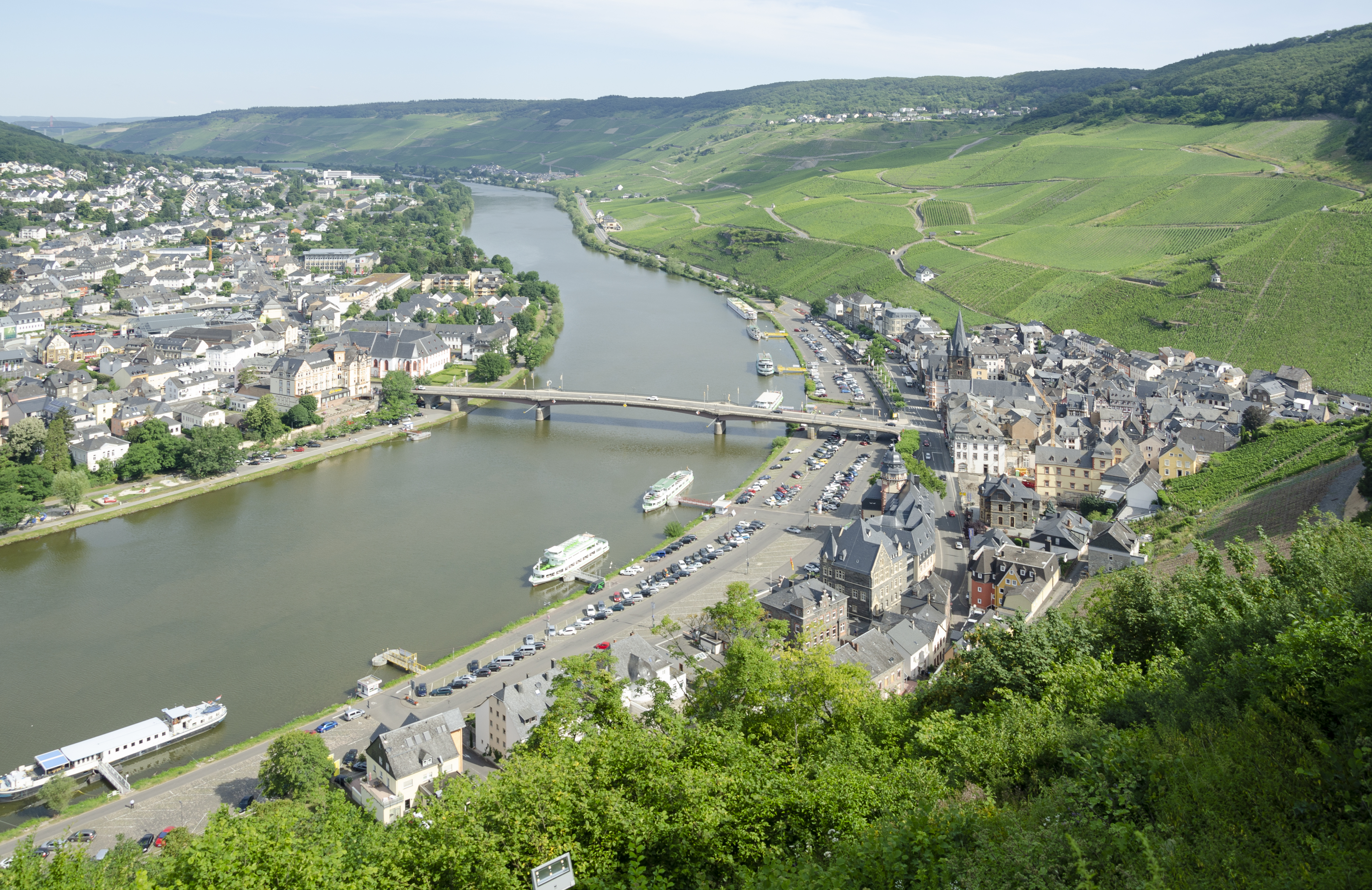
Die Mosel bei Bernkastel mit Brücke zu Kues
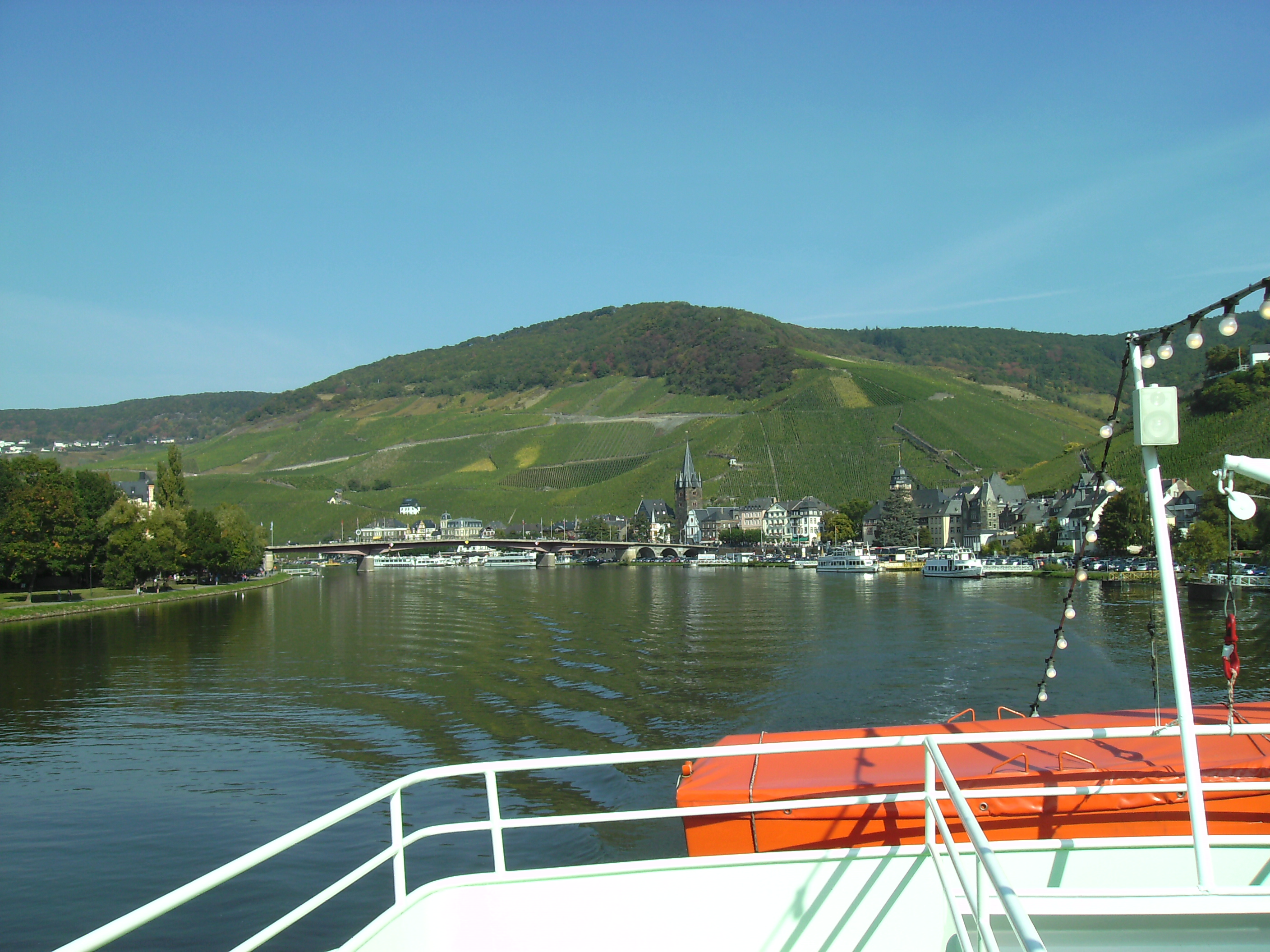
Stadtteil Bernkastel mit Weinlage „Doctor“
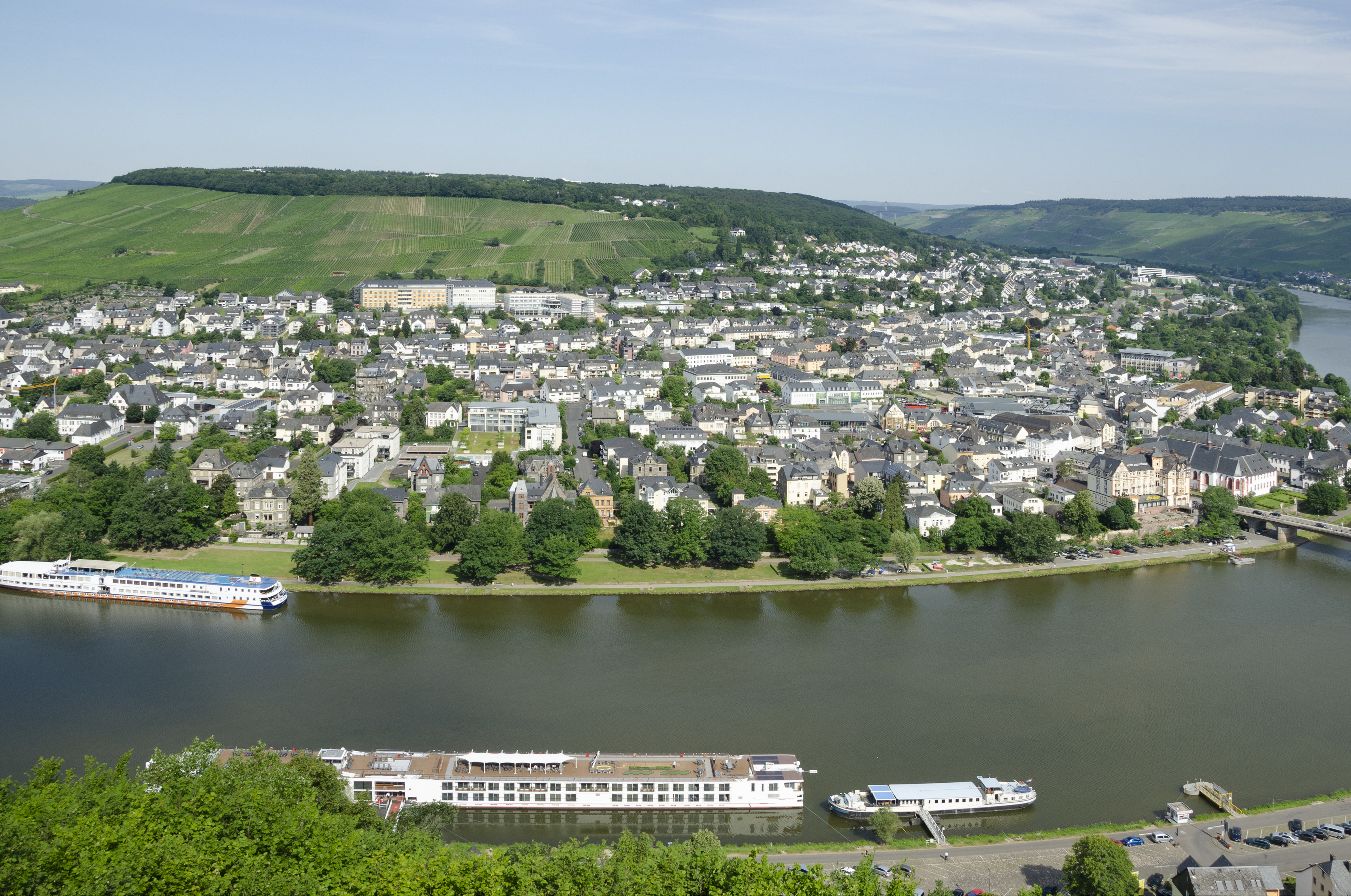
Stadtteil Kues

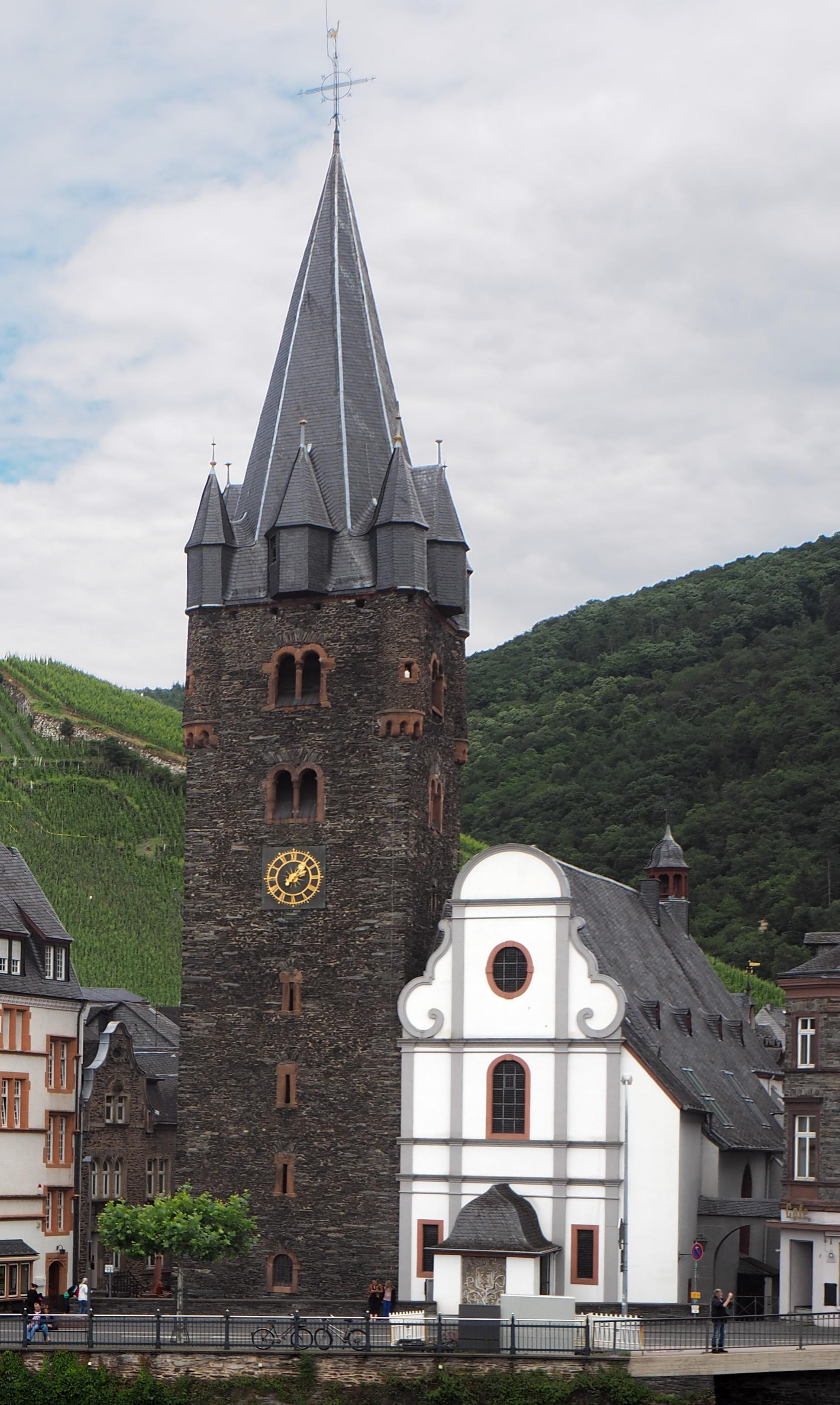
St. Michael und St. Sebastian
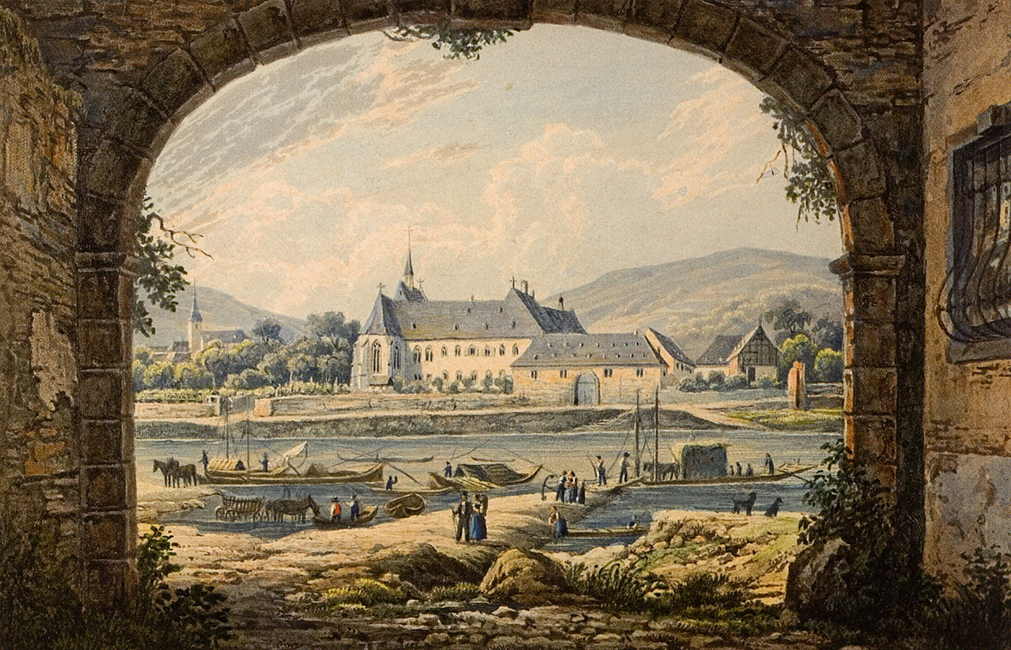
Das Cusanusstift in Bernkastel-Kues 1831
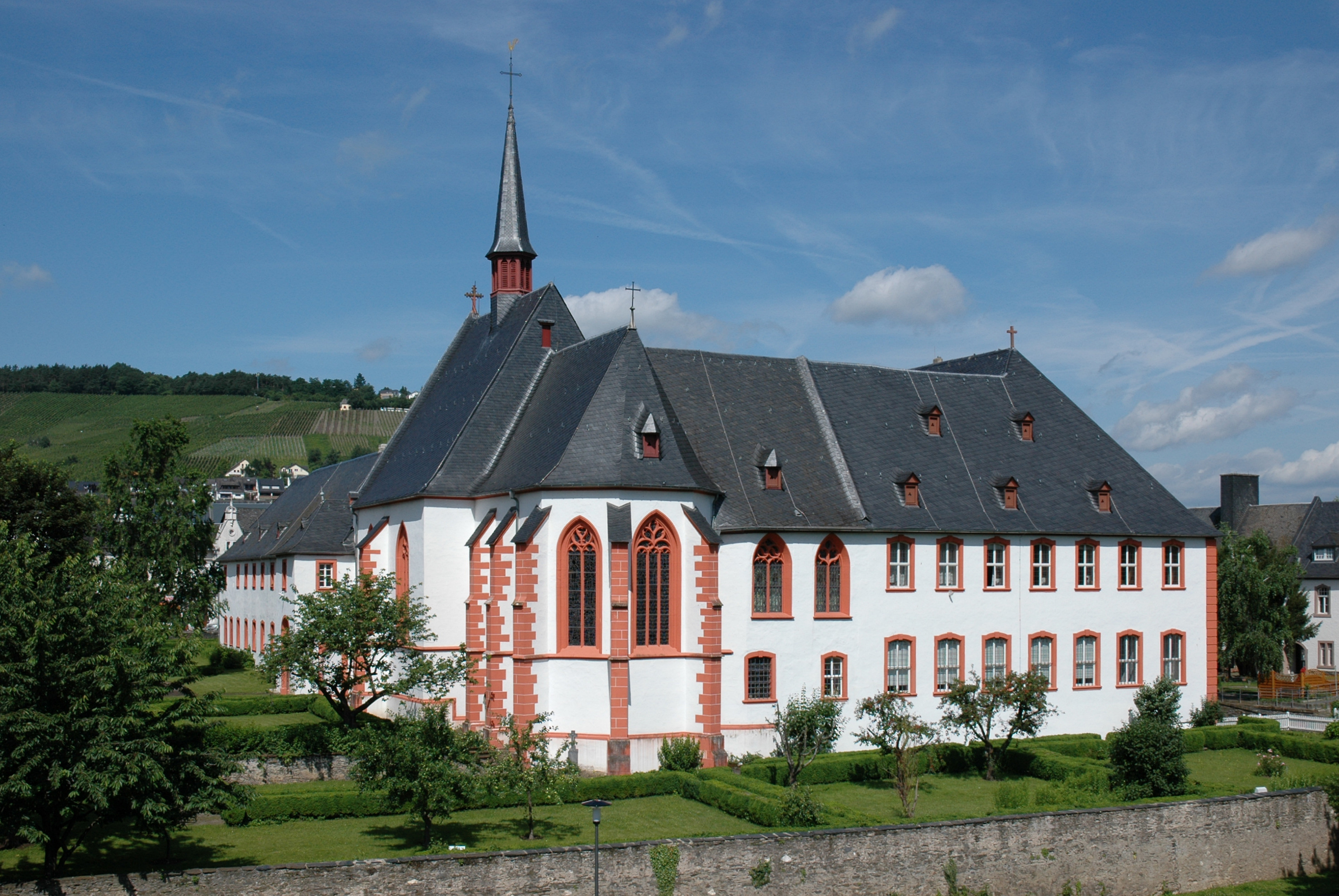
Cusanusstift, Ostansicht von der Moselbrücke aus
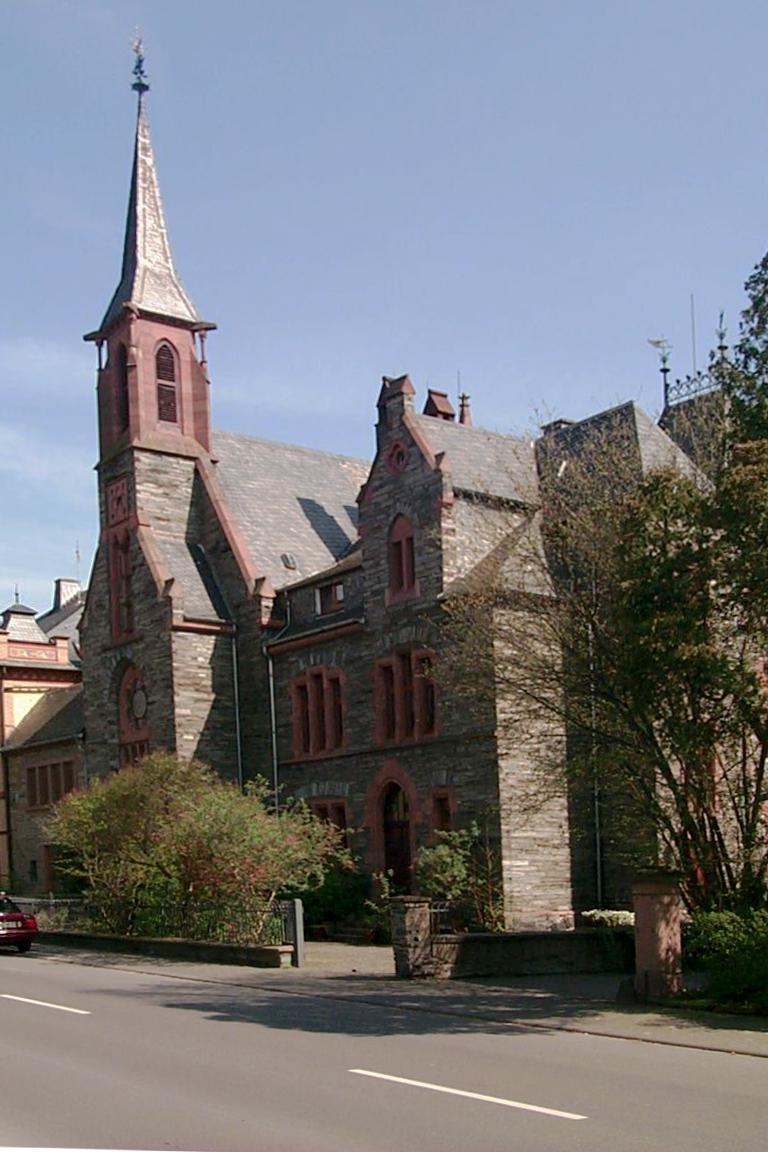
Evangelische Kirche im Stadtteil Kues
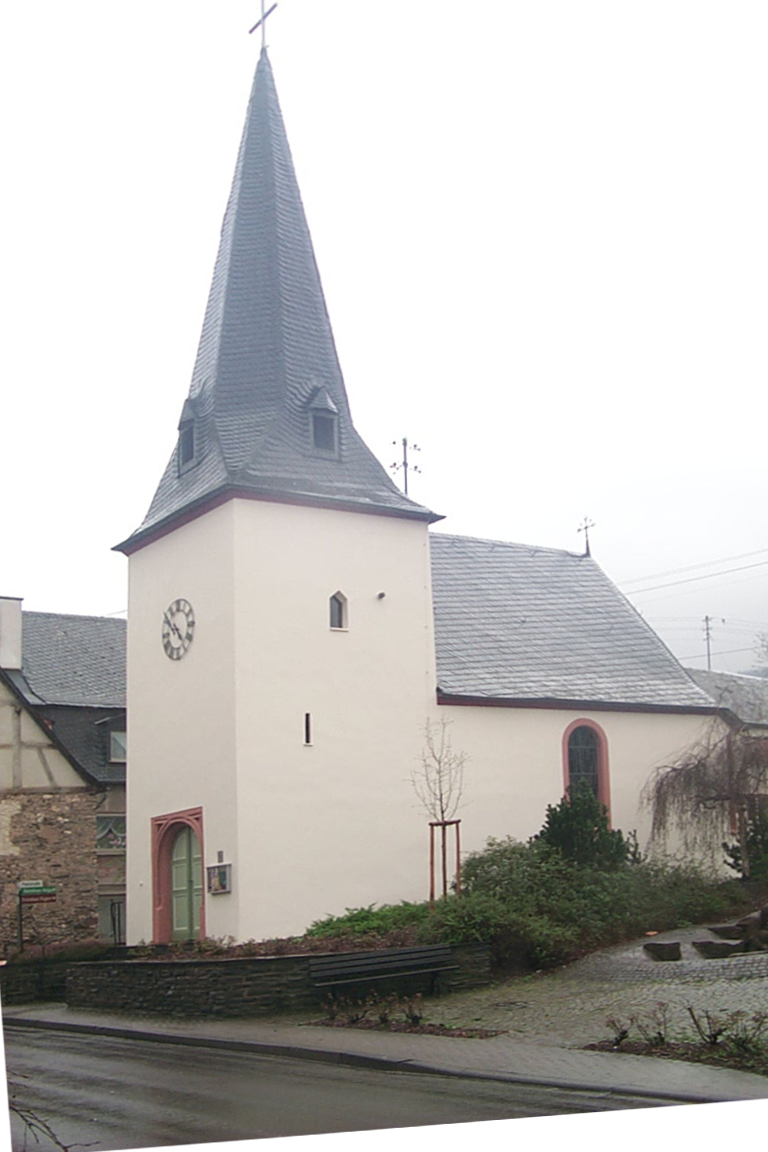
Evangelische Kirche Andel